# Indianapolis (Film)
Indianapolis (Originaltitel: Winning, deutscher Alternativtitel: Indianapolis – Wagnis auf Leben und Tod) ist ein US-amerikanisches Filmdrama aus dem Jahr 1969 von James Goldstone. Das Drehbuch verfasste Howard Rodman. Die Hauptrollen sind mit Paul Newman, Joanne Woodward und Robert Wagner besetzt. Zum ersten Mal ins Kino kam der Film am 22. Mai 1969 in den USA. In der Bundesrepublik Deutschland hatte er seine Premiere am 14. August 1969.

## Handlung
Der Rennfahrer Frank Capua hat beim Indianapolis 500 nicht nur auf der Strecke die Konkurrenz eines Kollegen zu fürchten, sondern auch in seiner Ehe. Als er eines Nachmittags überraschend nach Hause kommt, findet er den Rivalen im Bett der Gattin, was den wackeren Kämpen empfindlich trifft. Weil jedoch sein Adoptivsohn – er stammt aus Eloras erster Ehe – zu ihm hält, beschließt er, im großen Rennen von Indianapolis aufs Ganze zu gehen. Er besiegt den Gegner, wobei das Pech des anderen sein Glück ist, nicht nur im Rennen, sondern er gewinnt auch die Liebe seiner Ehefrau zurück.

## Synchronisation
Die Synchronfassung entstand bei der Berliner Synchron GmbH. Das Dialogbuch schrieb Fritz A. Koeniger. Regie führte Hans Dieter Bove.
| Schauspieler    | Rollenname          | Deutscher Synchronsprecher |
| --------------- | ------------------- | -------------------------- |
| Paul Newman     | Frank Capua         | Michael Cramer             |
| Joanne Woodward | Elora Capua         | Ursula Herwig              |
| Robert Wagner   | Luther „Lou“ Erding | Michael Chevalier          |
| Richard Thomas  | Charley             | Peter-Uwe Witt             |
| David Sheiner   | Crawford            | Dietrich Frauboes          |
| Clu Gulager     | Larry               | Helmut Ahner               |
| Barry Ford      | Bottineua           |                            |
| Karen Arthur    | Miss Dairy Queen    |                            |

## USAC-Fahrer im Film
- Bobby Unser
- Dan Gurney
- Bobby Grim
- Roger McCluskey
- Bruce Walkup

## Kritiken
„In seinen Ansätzen ein intelligenter Film über Ehe und Beruf, der sich jedoch zu sehr in Nebensächlichkeiten verliert und in seiner Gestaltung beträchtliche Niveau-Unterschiede aufweist.“

„Einfacher, aber annehmbarer Unterhaltungsfilm, der gegen Schluß aufregend gute Original-Aufnahmen vom Rennen von Indianapolis bietet. Ab 15 Jahren möglich.“